# La ragazza della domenica
La ragazza della domenica è un film del 1952 diretto da Robert Z. Leonard.
È un musical statunitense con Gower e Marge Champion, Dennis O'Keefe, Monica Lewis e Elaine Stewart.

## Trama
Chuck e Pamela Hubbard sono una coppia nella vita  sul palcoscenico. Il loro sogno è esibirsi nei teatri di Broadway e per questo lavorano a lungo e duramente, fino alla realizzazione della rivista intitolata "La ragazza della domenica". All'indomani della trionfale prima, Pamela si accorge di essere incinta e il medico, il dottor Charles, le proibisce tassativamente qualsiasi tipo di esibizione prima del parto. Inizia allora una faticosa e rocambolesca ricerca per una sostituta e alla fine sarà ingaggiata Sybil, mentre Pamela dà alla luce una bambina. 
Qualche anno più tardi, avendo osservato che Sybil riempie sempre di maggiori attenzioni suo marito, Pamela esprime il desiderio di tornare sulla scena. Chuck però non sopporta l'idea che sua moglie nutra dei sospetti nei suoi confronti e i due coniugi, benché sempre innamorati l'uno dell'altra, cominciano a litigare fino a progettare il divorzio. 
Per indurli a riconciliarsi, un loro vecchio impresario usa uno stratagemma: inventa una malattia di Pamela, al che i due si abbracciano e, con gran gioia della bambina, torneranno a lavorare insieme con l'impresario che allestirà per loro una nuova rivista.

## Produzione
Il film, prodotto e sceneggiato da George Wells, ha come soggetto un'idea della sceneggiatrice americana Ruth Brooks Flippen per la Metro-Goldwyn-Mayer e girato nei Metro-Goldwyn-Mayer Studios a Culver City, California.

## Distribuzione
Il film fu distribuito negli Stati Uniti dal 31 ottobre 1952 al cinema dalla Metro-Goldwyn-Mayer.